# Au milieu
Albums de Éric Charden
J't'écris D'amour
Au milieu est le onzième album solo d'Éric Charden, sorti en 1981. 
Cet album très différent de tout ce qu'Eric a fait jusqu'à présent a été enregistré avec le groupe Marseille dans un style « live » avec des textes engagés. En effet, au milieu est beaucoup plus virulent et critique envers la société. 
Il part en tournée avec RMC. Michèle Torr qui est en deuxième partie est obligée d'intervenir rapidement avec Charden, car un public de fans suivent la tournée, dont des punks. Certains soirs, il chante accompagné de musiciens habillés en bonnes sœurs, devant plus de 15 000 personnes.

## Liste des titres
1. Je l’ai dans le cœur
2. Le spécialiste
3. La Courneuve (c’est une sale affaire)
4. Les yeux fermés
5. On est tous des idoles
6. Bienvenue dans ce monde de fous
7. Coupable
8. Le corbeau et le renard
9. Damned je suis fait
10. Vu des Champs Elysées